# Ponte Atchafalaya Basin
Louisiana Airborne Memorial Bridge,
Acidentes ocorrem com freqüência perto das duas travessias do rio, pois ambos são muito estreitos e não têm ombros.